# Трусов, Виктор Иванович
Виктор Иванович Трусов (1917—1989) — советский фронтовой разведчик в годы Великой Отечественной войны, Герой Советского Союза (30.10.1943). После войны служил в пограничных войсках, майор.

## Биография
Виктор Трусов родился 10 апреля 1917 года в деревне Белоусово (ныне — Новодугинский район Смоленской области). После окончания семи классов школы уехал во Ржев, работал там кирпичном заводе. В 1933 году Трусов окончил Сычёвскую школу инженерно-строительного состава, после чего работал на вагоноремонтном заводе на станции Лианозово и одновременно учился в вечерней школе рабочей молодежи. В 1936 году уехал в Москву, работал на стройках.
В 1938 году он был призван на службу в Рабоче-крестьянскую Красную Армию. Служил в РККА и в войсках НКВД СССР на Дальнем Востоке. С февраля 1943 года — на фронтах Великой Отечественной войны.
С февраля 1943 года красноармеец Виктор Трусов воевал разведчиком взвода пешей разведки 43-го стрелкового полка 106-й стрелковой дивизии 27-го стрелкового корпуса 65-й армии Центрального фронта. Особо он отличился во время битвы за Днепр. 15 октября 1943 года Трусов в составе передового отряда переправился через Днепр в районе посёлка Лоев Гомельской области Белорусской ССР и принял активное участие в боях за захват и удержание плацдарма на его западном берегу, лично уничтожил несколько немецких солдат и офицеров, участвовал в захвате важного пленного, давшего ценные сведения.
Указом Президиума Верховного Совета СССР от 30 октября 1943 года «за успешное форсирование реки Днепр, прочное закрепление плацдарма на западном берегу реки Днепр и проявленные при этом отвагу и геройство», красноармейцу Виктору Ивановичу Трусову присвоено звание Героя Советского Союза с вручением ордена Ленина и медали «Золотая Звезда» за номером 3610.
В ноябре 1943 года Трусов получил тяжёлое ранение в бою под городом Речица. После окончания войны он продолжил службу в Советской Армии. В 1947 году окончил Харьковское военно-техническое пограничное училище. В 1960 году в звании майора Трусов был уволен в запас. Проживал в Москве. Скончался 6 декабря 1989 года, похоронен на Рогожском кладбище Москвы.

## Награды
- Герой Советского Союза (30.10.1943)
- Орден Ленина (30.10.1943)
- Орден Отечественной войны 1-й степени (11.03.1985)
- Орден Красной Звезды
- Медаль «За отвагу» (17.08.1943)
- Ряд других медалей[1]